# Jean-Claude Piumi
Jean-Claude Piumi (Giraumont, 27 de maio de 1940 – 24 de março de 1996) foi um futebolista francês. Ele competiu na Copa do Mundo FIFA de 1966, sediada na Inglaterra, na qual a seleção de seu país terminou na 13º colocação dentre os 16 participantes.